# Vecates pagasts
Vecates pagasts er en territorial enhed i Burtnieku novads i Letland. Pagasten havde 539 indbyggere i 2010 og omfatter et areal på 89,70 kvadratkilometer. Hovedbyen i pagasten er Vecate.